# Giovanna d'Arco
Giovanna d'Arco (Joana d'Arc) és una òpera amb pròleg i tres actes de Giuseppe Verdi sobre un llibret en italià de Temistocle Solera.
Tot i que l'òpera sembla haver estat parcialment basada en el drama Die Jungfrau von Orleans, de Friedrich von Schiller, Solera va refusar aquesta afirmació en cartes a l'editor de Verdi, i va reivindicar que l'obra era "un drama italià absolutament original."

## Història
L'òpera, la dissetena de Verdi, va ser estrenada al Teatro alla Scala de Milà, el 15 de febrer de 1845. La Giovanna de l'estrena va ser la soprano Erminia Frezzolini, que ja havia estrenat dos anys abans I Lombardi alla prima crociata, també de Verdi i Solera. Va aparèixer en companyia del seu marit, el tenor Antonio Poggi, com a Carles, Rei de França. El baríton Filippo Colini va fer-se càrrec del paper del pare de Giovanna, Giacomo.
Amb aquesta òpera, Verdi retorna a les maneres grandiloqüents de l'"òpera espectacle" convencional, allunyant-se de la preocupació per l'aprofundiment psicològic. L'escenari bèl·lic de l'òpera dona al compositor l'oportunitat d'incloure nombrosos passatges de vigorós caràcter marcial. Com en moltes de les seues obres, la relació paterno-filial és el nus del drama, i ací també el pare s'erigeix com el principal entrebanc per a la realització completa de la protagonista, acusant la seua pròpia filla d'endimoniada. Tot i que Giacomo és el vertader personatge malvat de l'obra, al final també té els seus moments de contrició i penediment.

### Pròleg
Escena 1. Al poble francès de Domremy, Carles (el futur rei de França) descriu als seus oficials i als camperols la seua visió de la Mare de Déu portant-lo a l'alliberament de la invasió de l'exèrcit anglès i com deixa les seues armes al peu d'un roure gegant.
Escena 2. En un bosc, al peu d'un roure gegant, Giacomo prega per la seguretat de la seua filla Giovanna, qui jeu adormida en un santuari proper. De sobte, arriba Carles, preparat per a deixar les seues armes al peu de l'arbre. Mentrestant, Giovanna somia que uns àngels li demanem que esdevinga soldat i que encapçale la victòria francesa. Crida que està disposada a fer-ho. Carles la sent i s'emociona amb el coratge de la jove. Son pare Giacomo plora, creient que la seua filla ha donat la seua ànima al diable a causa de la seua devoció al futur rei.

### Acte I
Escena 1. Prop de Reims, Talbolt, el comandant de l'exèrcit anglès intenta convèncer els seus descoratjats soldats que la seua imminent rendició als francesos no és obra del dimoni. Giacomo arriba i els ofereix la seua filla, creient que aquesta es troba sota influències diabòliques.
Escena 2. A la cort francesa de Reims s'hi fan preparatius per a la coronació de Carles. Giovanna anhela retornar a la seua anterior vida senzilla. Carles cofessa el seu amor per Giovanna. Ella el rebutja malgrat els seus sentiments envers ell, perquè les veus celestials l'han advertida contra qualsevol tipus d'amor terrenal. Carles és portat a la catedral de Reims per a la seua coronació.

### Acte II
Els ciutadans de Reims s'ha reunit a la plaça de la catedral per celebrar la victòria de Giovanna front a l'exèrcit anglès. Els soldats francesos introdueixen Carles a la Catedral. Giacomo ha decidit repudiar la seus filla, creient que aquesta ha arribat a un pacte amb el diable. La denuncia davant dels ciutadans i aconsegueix persuadir-los de la seua opinió, tot i que el rei rebutja escoltar-lo. Carles li demana a Giovanna que es defense a si mateixa, però ella no vol fer-ho.

### Acte III
Giovanna ha estat capturada per l'exèrcit anglès i està esperant la seua mort a la foguera. Té visions de victòries al camp de batalla i li suplica a Déu que l'ajude, explicant com ella ha mantingut l'obediència a les veus celestials, rebutjant l'amor que sentia pel rei. Giacomo sent les seues pregàries i reconeix el seu error. Desnuga les cordes amb què està lligada la seua filla i la deixa fugir. Ella corre al camp de batalla amb la intenció de capgirar la marxa de la batalla i aconseguir una nova victòria.
Giacomo suplica al rei, primer el càstig i després el perdó, que Carles li atorga. Carles s'assabenta de la victòria francesa però també de la mort de Giovanna. En portar el cos de Giovanna, aquesta reviscola de sobte. Giacomo reclama la seua filla, i el rei confessa el seu amor. Els àngels canten un himne de salvació i victòria, i llavors Giovanna mor i ascendeix al cel.

## Àries destacades
- "Pondo è letal martirio" - Carlo VII al Pròleg, Escena 1
- "Sotto una quercia parvemi" - Carlo VII al Pròleg, Escena 1
- "Sempre all'alba ed alla sera" - Giovanna al Pròleg, Escena 2
- "So che per via dei triboli" - Giacomo a l'Acte I, Escena 1
- "Franco son io" - Giacomo a l'Acte I, Escena 1
- "O fatidica foresta" - Giovanna a l'Acte I, Escena 2
- "Comparire il ciel m'ha stretto" - Giacomo a l'Acte II
- "Quale al più fido amico" - Carlo VII a l'Acte III
- "Speme al vecchio ora una figlia" - Giacomo a l'Acte II